# San Nicolás, Santa Bárbara
San Nicolás är en ort i Honduras.   Den ligger i departementet Departamento de Santa Bárbara, i den västra delen av landet, 150 km nordväst om huvudstaden Tegucigalpa. San Nicolás ligger 561 meter över havet och antalet invånare är 3 522.
Terrängen runt San Nicolás är lite bergig. Runt San Nicolás är det ganska glesbefolkat, med 23 invånare per kvadratkilometer. Närmaste större samhälle är Santa Bárbara, 8,8 km öster om San Nicolás. Omgivningarna runt San Nicolás är en mosaik av jordbruksmark och naturlig växtlighet.